# Прая-ду-Карвоэйру
Прая-ду-Карвоэйру (порт. Praia do Carvoeiro) — район (фрегезия) в Португалии, входит в округ Фару. Является составной частью муниципалитета Лагоа. По старому административному делению входил в провинцию Алгарви. Входит в экономико-статистический субрегион Алгарви, который входит в Алгарви. Население составляет 2784 человека на 2001 год. Занимает площадь 14,12 км².
Покровителем района считается Дева Мария (порт. Nossa Senhora da Encarnação).